# Petr Šachl
Petr Šachl (* 2. prosince 1977, Jindřichův Hradec) je bývalý český lední hokejista. Je to odchovanec týmu KLH Vajgar z Jindřichova Hradce. Naposledy hrál za prvoligový ČEZ Motor České Budějovice v sezóně 2013/14 a o rok později ve Slavoji Žirovnice v krajské lize. Po konci hráčské kariéry začal trénovat tým HC Střelci Jindřichův Hradec, v sezóně 2021/22 konkrétně žáky, dorost a juniory.